# Patrik Pacard
Patrik Pacard ist die sechste ZDF-Weihnachtsserie. Sie wurde erstmals in der Schweiz ab dem 4. Dezember 1984 in zwölf Teilen ausgestrahlt, gefolgt von Deutschland und Österreich ab dem 25. Dezember 1984 in sechs Teilen.

## Die Geschichte
Patrik sitzt bereits auf gepackten Koffern, als sich sein Blinddarm bemerkbar macht. Sein Vater, der auf einer Bohrinsel arbeitet, will aber den gemeinsamen Urlaub auf jeden Fall nachholen. An ihrem Urlaubsziel, einem einsamen Fjord in Norwegen, bekämpfen sich jedoch die Geheimdienste der Großmächte. Dem genialen Biochemiker Professor Gunström ist eine sensationelle Genmanipulation gelungen. Er konnte die Erbanlagen der Pflanzen derart manipulieren, dass Tomaten, Ananas, Bananen und Orangen jetzt auch auf Gletschern wachsen und Weizen in der Wüste. Als die ahnungslose Familie Pacard in Norwegen eintrifft, ist die Jagd nach der Formel in vollem Gange. Die Pacards freunden sich mit Prof. Gunström und dessen Schweizer Assistentin Dr. Giovanna Castelli an. Viel zu spät bemerken sie, dass es der finstere Dimitri nicht auf Lachse, sondern auf die Arbeit von Prof. Gunström abgesehen hat.
Prof. Gunström wird von Dimitri mit einer Wahrheitsdroge betäubt, die er in seine Zahnpastatube gespritzt hatte. Er nimmt seine Worte auf einer kleinen Kassette auf und flieht zurück auf sein Boot. Als Dr. Castelli den Professor am nächsten Morgen findet, ist die Formel bereits in der Hand von Dimitri und Gunström hat sein Gedächtnis verloren. Dimitris Plan geht nicht auf, und die Familie Pacard gerät zwischen alle Fronten. Der US-Agent Harvey stellt Dimitri, aber auch der sowjetische Agentenführer Charkow ist ihm auf der Spur. Der norwegische Geheimdienstchef Okland riegelt den Fjord ab – er hält auch die Familie Pacard für Agenten. Harvey kann fliehen, Charkow wird verhaftet, und Dimitri versteckt sich in den Bergen des Fjords. Er findet die optimale Lösung, seine Beute aus dem Fjord zu schmuggeln: Mit einem Laserstrahl brennt er die Formel in Patriks rechte Fußsohle. Bei der Operation rutscht jedoch Patriks Bein vom Stuhl, und der Laserstrahl trifft kurzzeitig sein rechtes Auge.
Patriks Vater rettet seine Familie mit Hilfe eines Hubschraubers aus dem Fjord. Sie suchen Schutz beim deutschen Konsul in Bergen. Dort werden sie bereits von einem Mitarbeiter des deutschen Geheimdienstes erwartet. Dimitri wurde gefasst, aber nach gründlicher Durchsuchung durch die norwegischen Behörden wieder auf freien Fuß gesetzt, da er alle Spuren vorher beseitigen konnte. Und die Formel kann keiner finden, da sie unter Patriks Fußsohle ist. Natürlich nimmt Dimitri sofort wieder Patriks Verfolgung auf. Was keiner ahnt: Hinter dem Diebstahl steckt ein arabischer Staat. Der Verdacht kommt auf, dass die einzigen Unbeteiligten, die Pacards, der Dreh- und Angelpunkt des Geheimnisses sind.
Prof. Gunström erholt sich nur langsam, während seine Erinnerungen ebenso nur kleindosiert zurückkehren. Die Pacards wollen zurück nach München, doch kurz vor dem Abflug wird Patriks Mutter von arabischen Befreiungskämpfern entführt. Nachdem sicher ist, dass der Anschlag Patrik gegolten hat, wird allen Beteiligten klar, dass der Junge Träger eines Geheimnisses sein muss. Sein Vater bringt Patrik zur Bohrinsel, wo er von einem Arzt untersucht wird, der aber nichts an Patriks Körper finden kann. In einem Funkspruch bieten die Entführer einen Deal an. Patrik soll sich eine Stunde in die Hände der Entführer begeben, dann kommt seine Mutter frei. Mit verschiedenen Tricks erreichen Vater und Sohn München, scheinbar unbemerkt. Doch sie werden schon von Harvey erwartet, der Patrik zu einem Lügendetektortest überredet – allerdings bringt dieser nicht den gewünschten Erfolg. Charkow taucht auf, der die Spur der Entführer erfolgreich aufgenommen hat. Jetzt arbeiten US-Amerikaner und Sowjets zusammen. Patrik begibt sich zum Schein in die Hände der von Ibrahim angeführten Entführer – als plötzlich Dimitri auftaucht und Patrik entführt.
Dr. Castelli analysiert eine Bodenprobe von Ibrahims Schuh, trickst mit einer falschen Analyse sowohl die Agenten als auch Dimitri aus und rast mit Patrik zum Gefängnis seiner Mutter. Den beiden gelingt es, sie zu befreien. Die Pacards verstecken sich auf einer Alm, während Dr. Castelli auf die Genesung von Prof. Gunström hofft. Sie wollen die Formel auf der Welternährungskonferenz in Rom vorstellen. Patrik soll dabei sein, doch Dimitri hat seine Spur schon wieder aufgenommen.
Dimitri möchte eine Million Dollar vom arabischen Prinzen Ali für die Formel. Der Prinz könnte damit die Wüste des Staates in ein blühendes Paradies verwandeln. Dimitri taucht plötzlich bei der Familie Pacard auf und überrascht sie mit der Aussage, dass er die Ursache für Patriks periodisch auftretende Sehstörung kennt. Patrik wurde versehentlich von einem Laserstrahl getroffen. Dadurch droht ihm die Ablösung der Netzhaut und somit eine Erblindung. Er bietet ihnen ein makaberes Geschäft an: Patriks Augenlicht gegen die Formel. Patrik und Dimitri suchen einen eingeweihten Augenarzt auf. Von dort werden sie in den Wüstenstaat entführt. Dr. Castelli wird ebenfalls gekidnappt. Prinz Ali will die Formel nur für sich verwenden und der Welt vorenthalten. Patrik schafft es, aus dem luxuriösen Gefängnis zu entkommen, indem er mit seinem Diener Shafti die Kleider tauscht, und findet Unterschlupf in einem Ölcamp der Firma seines Vaters.
Der Einfluss der Großmächte auf Alis Land ist gleich Null. Trotzdem übt Charkow auf Prinz Ali Druck aus. Eine Untergrundorganisation soll Patrik, Dr. Castelli und die Formel zurückbringen. Harvey traut Charkow nicht über den Weg, daher schickt er Patriks Vater nach Arabien. Wieder ist der Kampf um die Formel zwischen den Großmächten entbrannt. Patriks Vater kämpft jedoch um das Augenlicht seines Sohnes. Nach einer dramatischen Flucht erreichen Vater und Sohn München.
Prinz Ali wird von der Widerstandsgruppe getötet. Dr. Castelli und Dimitri, der immer noch hinter der Formel her ist, gelingt ebenfalls die Flucht.
Patriks Augenlicht kann gerade noch gerettet werden. Dass sich die Formel immer noch unter seinem Fuß befindet, weiß keiner seiner Verfolger. Dimitri, der sich ebenso wie Patrik wieder in München befindet, wird währenddessen von Ibrahim umgebracht. Inzwischen entschließt sich die Familie, nochmals zu Prof. Gunström zu reisen. Vorher machen sie noch einen Zwischenstopp auf der Bohrinsel, wo Patrik die Formel unter seiner Fußsohle endlich los wird. Allerdings verbleibt eine Kopie auf einem kleinen Chip unter seiner Haut.
Beim Professor angekommen erlangt dieser endlich wieder seine Erinnerung, als Patrik ihm den Ausdruck seiner Formel zeigt. Allerdings resümiert Gunström, dass die Formel niemals dazu dienen würde, den Hunger auf der Welt zu beseitigen. Sie würde nur noch mehr Kriege und Hungersnöte verursachen. Gunström vernichtet daher das Formelpapier, während Patrik sich mit einem Messer in den Fuß mit dem Chip schneidet und so die Formel endgültig zerstört.

## Medien
- Patrik Pacard 2 DVD, Universum Film, ZDF-Video – 82876 63152 9
- Tonträger mit der Filmmusik
- Justus Pfaue: Patrik Pacard : Entscheidung im Fjord. Hoch, Düsseldorf 1984, ISBN 3-7779-0351-5.